# Jorge Fleitas (futbolista)
Jorge Fleitas (Salto, Uruguay, 24 de enero de 1993) es un futbolista uruguayo. Juega de arquero y su equipo actual es el Club Atlético Peñarol de la Primera División de Uruguay.

## Trayectoria
Su primer club fue Peñarol de Montevideo, donde realizó las divisiones formativas luego de llegar desde su Salto natal. 
En 2013 fue cedido a Sud América de Uruguay.

## Clubes
| Club                 | País    | Año           |
| -------------------- | ------- | ------------- |
| Peñarol              | Uruguay | 2008 - 2013   |
| Sud América (cedido) | Uruguay | 2013-presente |